# Göhren, Altenburger Land
Göhren là một đô thị thuộc huyện Altenburger Land, trong bang Thüringen, Đức. Đô thị Göhren, Altenburger Land có diện tích 8,6 km².